# Шамшадинский район

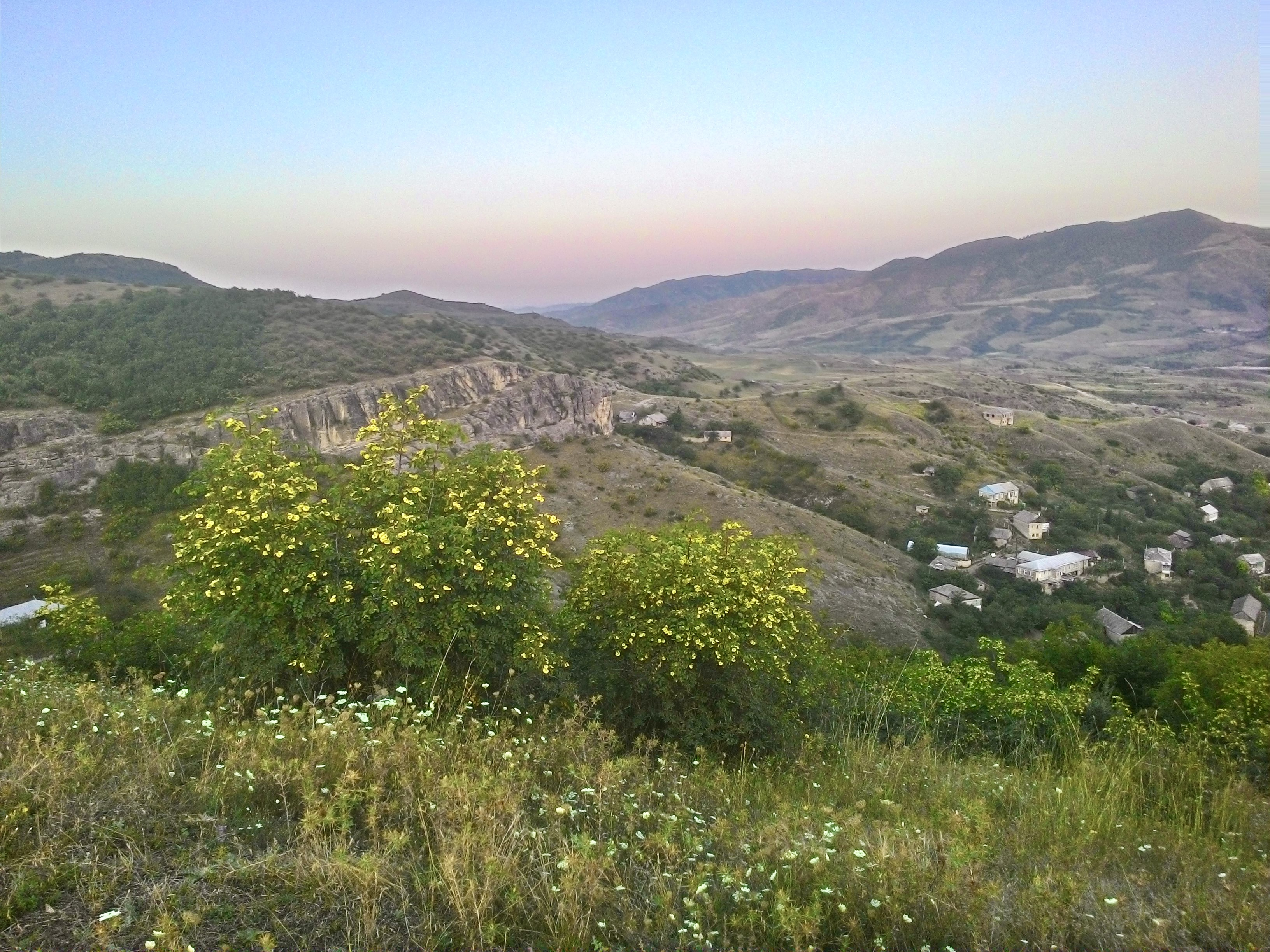
The village Tavush in Armenia

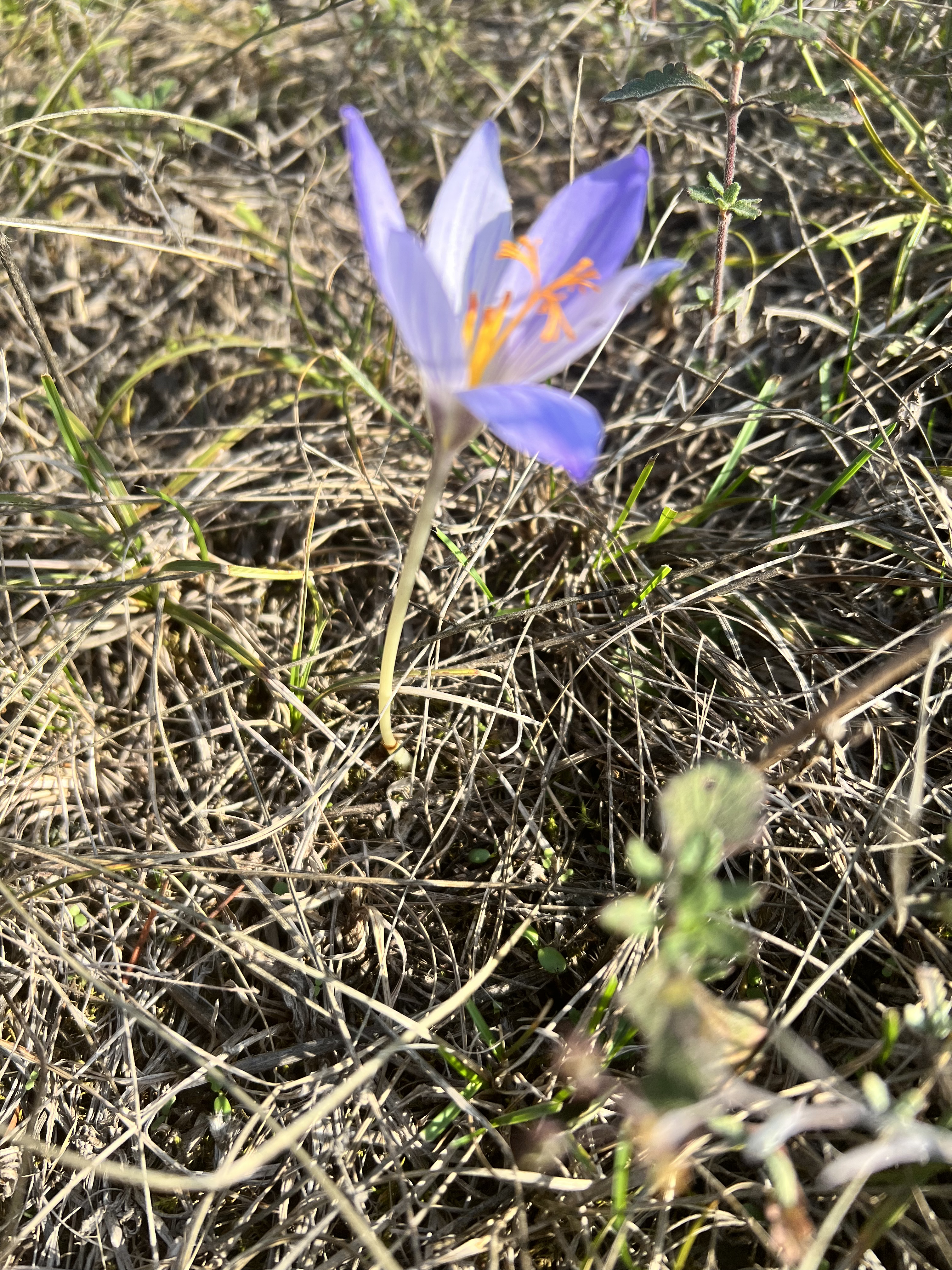
Crocus speciosuc captured in Shamshadin region in Tavush Province, Armenia.

Шамшадинский район (арм. Շամշադինի շրջան) — административная единица на северо-востоке Армянской ССР. Административный центр — город Берд. Шамшадинский район граничил с Иджеванским и Красносельским районами Армянской ССР, с одной стороны, и Азербайджанской ССР, с другой стороны.
Упразднён в 1995 году при переходе Армении на новое административно-территориальное деление.

## История

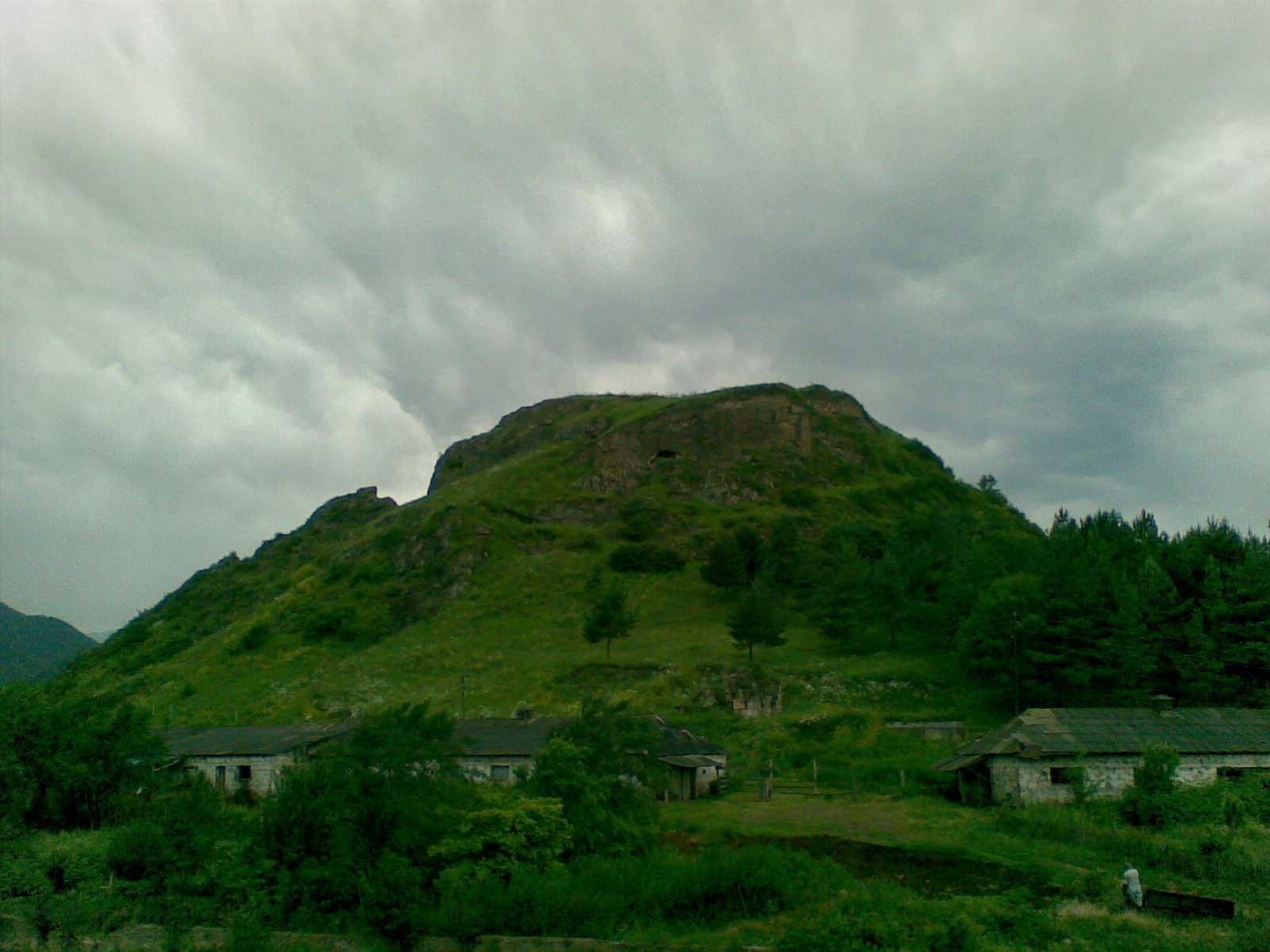
Крепость Тавуш, расположенная близ города Берд

Территория Шамшадинского района в древности соответствовала гавару Тучкатак (Тус-Кустак) области Утик.

На территории района сохранился ряд исторических памятников:
- крепость Тавуш (X—XIII век, г. Берд)
- крепость Ахджка-берд (X—XIII вв., с. Айгездор)
- церковь Ергеванк (X—XIV вв., с. Айгездор
- церковь Нор Варагаванк (XII—XIII вв., с.Варагаван)
- церковь Шхмурад (XII в., с.Цахкаван)
- монастырь Хоранашат (XIII вв., с. Чинари)
- церковь Каптаванк (XII—XIII вв., с.Чинчин)

Решением Верховного Совета Армянской ССР от 14 ноября 1990 года N 38/203 Шамшадинский район Армянской ССР переименован в Тавушский район Республики Армении. Законом Республики Армения от 07.11.1995 года "Об административно территориальном делении республики Армения" бывший Тавушский район входит в состав Тавушской области.

## Название
Название Шамшадин в переводе с арабского языка «шамшаддин» означает «солнце веры». Несколько этнолингвистических ресурсов подтверждают, что название Шамшадин / Шамшудин действительно происходит от арабского шамс = солнце + ‑дин = вера, и переводится как «солнце веры», распространяясь и в арабской, и в персидской культуре. После распада СССР и образования Республики Армения Шамшадинский район по новому административно-территориальному делению был переименован в Тавушский район и включён в состав Тавушской области совместно с Ноемберянским и Иджеванским районами Армянской ССР. Название же«Тавуш» происходит от крепости Тавуш, близ города Берд.
До названия Шамшадин, регион был известен как часть Гардмана, входившего в провинцию Утик Великой Армении. Это глубоко армянские названия, задолго до арабов и персов.

## География

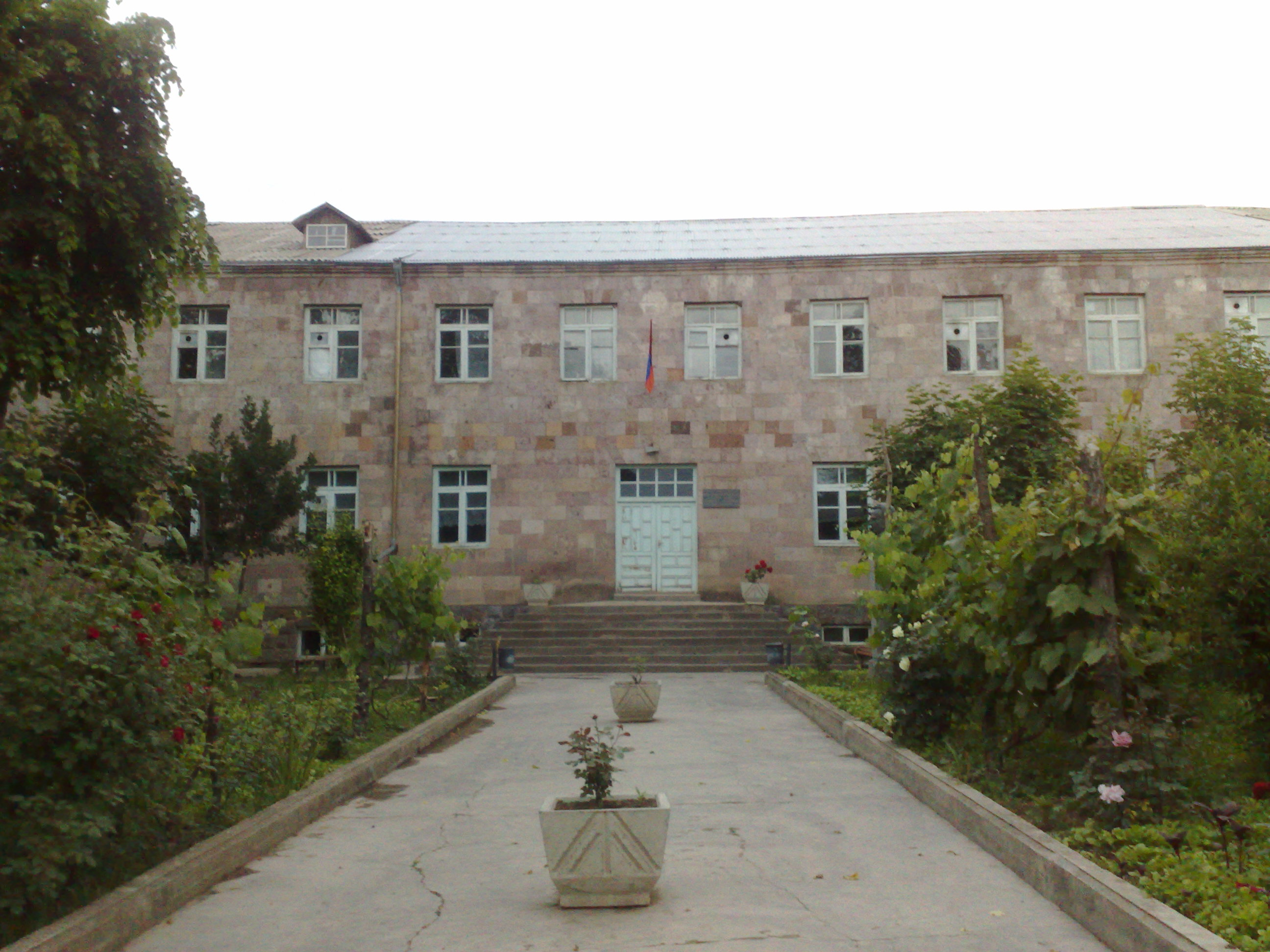
Школа села Норашен

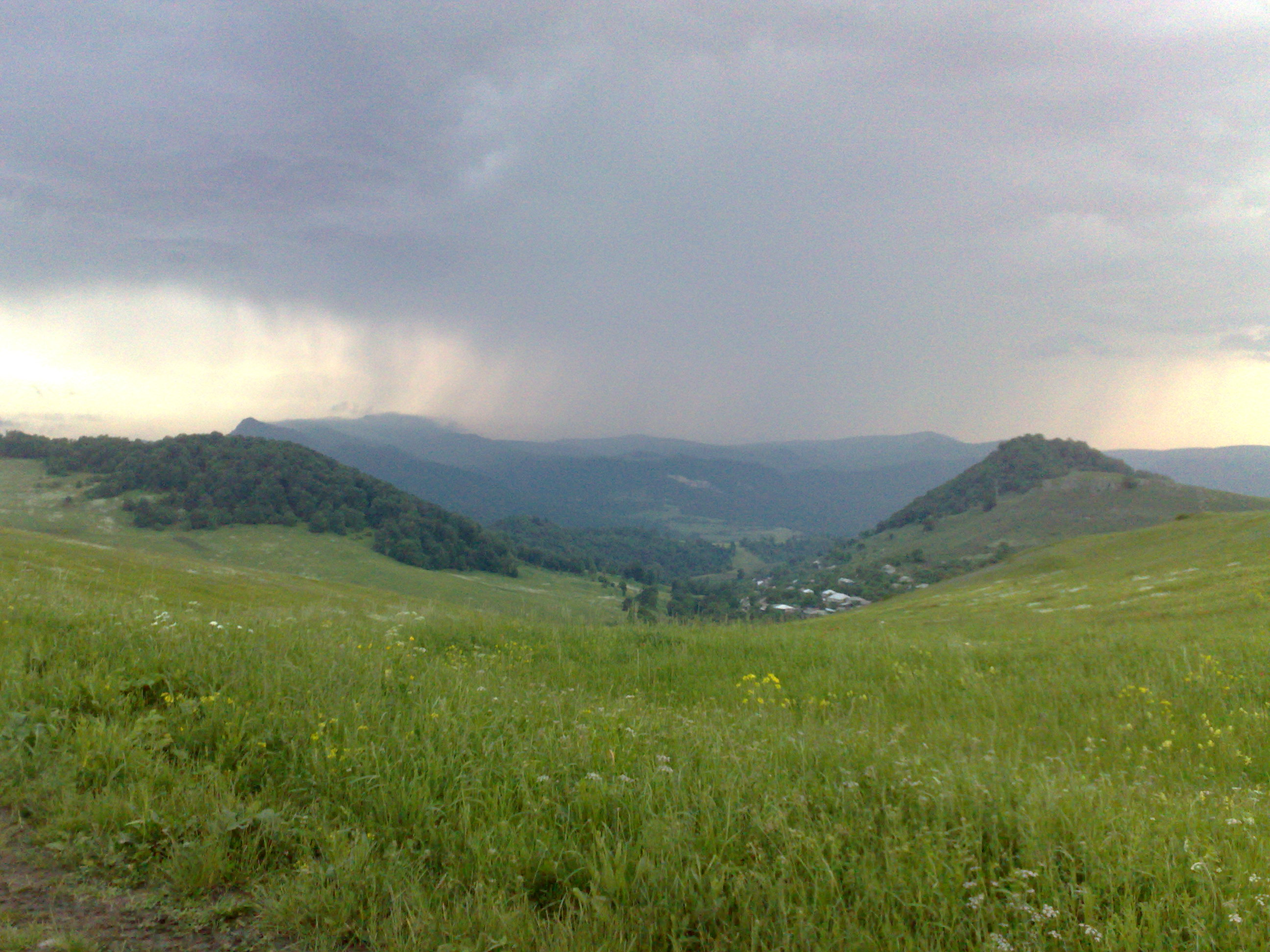
Близ села Ицакар

Самой высокой точкой района является гора Мургуз (2 993 м над уровнем моря). Крупные реки (впадают в Куру): Тавуш (63 км.), Ахум, Ахинджа (Хндзорут).

## Административное деление
Шамшадинский район включал в себя одно городское поселение и 15 сельских:
- г. Берд (Бердагюх, ист. Волорут)
- с. Айгездор
- с. Айгепар
- с. Арцваберд
- с. Варагаван
- с. Верин Кармирахбюр
- с. Мосесгех (Мовсес)
- с. Навур (включая Ицакар)
- с. Неркин Кармирахпюр
- с. Норашен
- с. Паравакар
- с. Тавуш (село) (совр. Тавуш)
- с. Цахкаван
- с. Чинари
- с. Чинчин
- с. Чоратан

## Население
В 1831 году на территории, соответствующей Шамшадинскому району, проживало 3 063 чел. В 1770 году в районе жило 1 200 семей. К ним в 1778 году прибавились армянские переселенцы из Карабаха (1 тыс. семей — около 8 тыс. чел.). Далее динамика роста населения Шамшадинского района выглядела следующим образом:
- 1897 г. — 11 268 чел.
- 1908 г. — 6 920 чел.
- 1914 г. — 16 000 чел.
- 1922 г. — 19 278 чел.
- 1939 г. — 28 177 чел.
- 1959 г. — 32 080 чел.
- 1979 г. — 32 392 чел.
- 1989 г. — 34 559 чел.

По данным переписи населения 1939 года Шамшадинский район был самым мононациональным районом Армянской ССР.

## Язык
После того, как монголы ушли, часть тавушцев вернулась в районы своих предков, принеся с собой уже частично смешанный диалект армянского языка, то есть карабахский и гандзакский. Диалект характеризуется перестановкой ударения с последнего слога на предпоследний.